# Grup de l'hausmannita
El grup de l'hausmannita és un grup de minerals òxids que cristal·litzen en el sistema tetragonal. Aquestes són les espècies minerals que integren el grup de l'hausmannita:
| Espècie          | Fórmula     |
| ---------------- | ----------- |
| Hausmannita      | Mn2+Mn₂3+O₄ |
| Hetaerolita      | ZnMn₂O₄     |
| Hidrohetaerolita | ZnMn₂O₄·H₂O |
| Iwakiïta         | Mn2+Fe₂3+O₄ |